# Krasnîi Rih, Borodeanka
Krasnîi Rih (în ucraineană Красний Ріг) este un sat în comuna Șîbene din raionul Borodeanka, regiunea Kiev, Ucraina.

## Demografie
Componența lingvistică a localității Krasnîi Rih
     Ucraineană (89,66%)
     Rusă (10,34%)
Conform recensământului din 2001, majoritatea populației localității Krasnîi Rih era vorbitoare de ucraineană (89,66%), existând în minoritate și vorbitori de rusă (10,34%).